# 伊奈忠克
伊奈 忠克（いな ただかつ、元和3年（1617年） - 寛文5年8月14日（1665年9月22日））は、江戸時代初期の関東郡代。通称半左衛門。関東郡代伊奈忠治の嫡男。弟妹に治詣、忠重、主税、松平重長（図書）室、芦野資俊室。子に忠常、杉浦正稙室。

## 略歴
父伊奈忠治の死後、関東郡代と武蔵国赤山（現埼玉県川口市赤山）7千石の赤山城の遺領を継いだ。この際に弟2人に知行分与したため、4千石を領したという。忠克は祖父、父の仕事を継いで関東郡代として治水工事、新田開発を行った。江戸初期における利根川東遷事業がはじめの完成を見たのは忠克の代のことである。
また玉川兄弟と共に、江戸への水供給水道である玉川上水の施工に水道奉行として加わった。

## 忠克の業績
- 玉川上水 承応元年～3年（1652年～1654年）
  - 武蔵国羽村～四谷大木戸（現東京都羽村市～新宿区）
- 琵琶溜井 万治年間（1658年～1661年）
  - 武蔵国幸手（現埼玉県幸手市）
- 葛西用水（幸手用水） 万治3年（1660年）
  - 武蔵国本川俣～江戸本所（現埼玉県羽生市～東京都墨田区）
- 新利根川開削 寛文2年（1662年）  
  - 常陸国布川押付～霞ケ浦（現茨城県北相馬郡利根町）